# James Beaton (1473-1539)
James I Beaton (1473 – Saint Andrews, 1539) è stato un arcivescovo cattolico scozzese, zio del cardinale David Beaton.

## Biografia
Lord tesoriere dal 1505 al 1509, nel 1508 fu posto a capo della diocesi di Galloway per poi divenire nel 1509 arcivescovo di Glasgow e, nel 1513, lord cancelliere.
Divenuto poi arcivescovo di Saint Andrews nel 1522, fu reggente per Giacomo V di Scozia. Nel 1528 bruciò al rogo il protestante Patrick Hamilton.